# Trnovača
Trnovača – wieś w Bośni i Hercegowinie, w Federacji Bośni i Hercegowiny, w kantonie środkowobośniackim, w gminie Gornji Vakuf-Uskoplje. W 2013 roku liczyła 666 mieszkańców, z czego większość stanowili Chorwaci.